# Robinsonia lefaivrei
Robinsonia lefaivrei är en fjärilsart som beskrevs av William Schaus 1895. Robinsonia lefaivrei ingår i släktet Robinsonia och familjen björnspinnare. Inga underarter finns listade.